# پهنه میان‌کشندی
پهنه میان‌کشندی یا پهنه جزر و مدی (انگلیسی: Intertidal zone) که پیش‌کرانه و گاهی پهنه ساحلی نیز نامیده می‌شود، پهنه‌ای است که هنگام پایین‌ترین حد جزر (کهکشند) بیرون از آب و هنگام بالاترین حد مد (مهکشند) در زیر آب قرار می‌گیرد. به بیان دیگر پهنه جزر و مدی محدوده‌ای میان بیشترین مد و کمترین جزر است. این پهنه ممکن است انواع گوناگون زیست‌گاه‌ها را در خود داشته باشد و جانوران مختلفی مانند ستاره دریایی، توتیای دریایی و گونه‌های متعدد مرجان در آن یافت می‌شود.